# Diana cacciatrice (Houdon)
La Diana cacciatrice (Diane chasseresse) è una scultura di bronzo realizzata tra il 1776 (in gesso) e il 1790 (in bronzo) da Jean-Antoine Houdon. Delle versioni si trovano alla collezione Frick di New York, al museo del Louvre, al museo Gulbenkian di Lisbona e alla Huntington Art Gallery di San Marino.

## Storia
L'opera di Houdon venne realizzata in vari passaggi. Dapprima la realizzazione del modello che risale al 1776, quella del gesso nel 1777 e quella della versione in terracotta (alla collezione Frick). Varie versioni diverse in gesso furono realizzate prima della creazione di una versione marmorea nel 1780, di una versione in piombo nel 1781 e poi di tre bronzi, tra i quali quello del Louvre (1790) e quello della Huntington Art Gallery (1782).
Inizialmente si trattava di una commissione del duca di Sassonia-Gotha. Infine, l'opera (in marmo) fu acquistata da Caterina II di Russia. Venne venduta dal governo sovietico all'inizio degli anni 1930 assieme ad altre opere d'arte, come la Nascita di Venere pussiniana (acquistata da Joseph E. Widener) o il Banchetto di Cleopatra tiepolesco (acquistato dal museo di Melbourne). Fu il collezionista Calouste Gulbenkian che acquistò il marmo per farne il capolavoro della sua collezione d'arte francese del secolo diciottesimo. La versione in terracotta venne acquistata dalla collezione neviorchese nel 1939.
Il bronzo del museo del Louvre venne realizzato dall'artista senza una commissione preliminare. Venne acquistato dal Louvre dopo la morte dello scultore. L'opera venne commentata molto perché venne esposta con regolarità al Salone durante gli anni della sua realizzazione.

## Descrizione

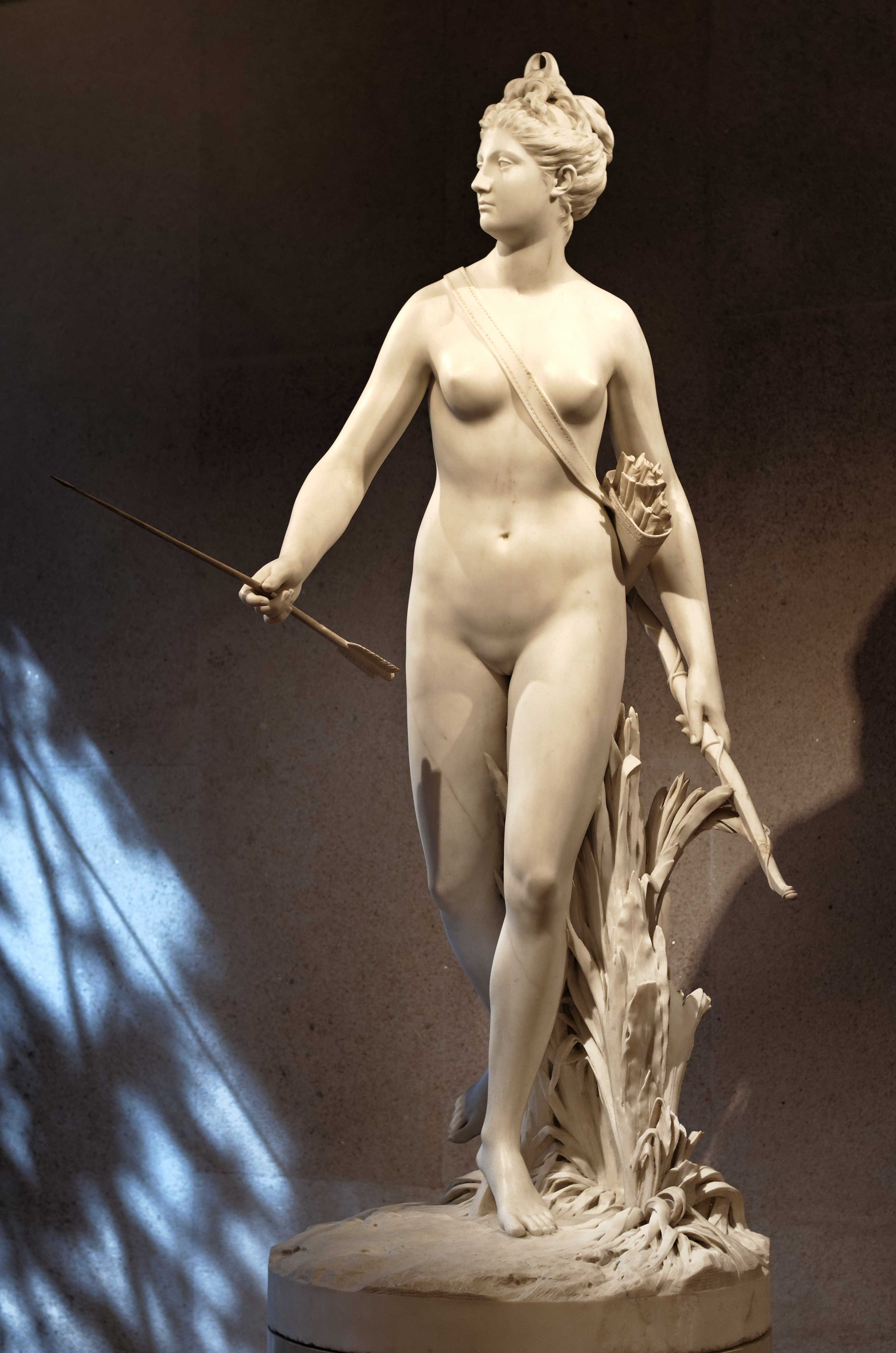
La versione in marmo del 1780, al museo Calouste Goubelkian di Lisbona.

L'atteggiamento della dea Diana di Houdon risale al modello del 1776. Allora le critiche durante la sua esposizione al Salone ci concentravano sull'iconografia. In effetti Houdon scelse di spogliare una Diana cacciatrice, quando di solito è la Diana al bagno quella ritratta senza veli. Alcuni lo difesero per questa scelta, tra gli altri il critico e giornalista Melchior Grimm. Houdon giustificò la sua scelta dicendo che per lui la nudità degli dei, che hanno un corpo perfetto, non è immodesta come quella degli uomini.
Questa trasformazione del tema da parte di Houdon gli permise di distinguersi da Louis-Claude Vassé, che aveva realizzato anche lui una Diana cacciatrice nel 1769, e da Christophe-Gabriel Allegrain, che ne realizzò una nel 1778 (di marmo, al museo del Louvre).
A livello stilistico, Houdon si colloca in un crocevia di influenze. La nudità, la passività e la regolarità dei lineamenti corrispondono a un certo classicismo. Ma l'allungamento del corpo, l'atteggiamento vorticoso e il fatto che non ci sia che un unico punto di contatto per il piede con lo zoccolo segna l'ispirazione manierista che caratterizza questa statua. Si potrebbe citare come fonte d'ispirazione il Mercurio volante del Giambologna (sedicesimo secolo, Louvre).
Le tre versioni bronzee mostrano la composizione come l'aveva immaginata inizialmente l'artista. La versione marmorea (al museo Calouste Gulbenkian) è diversa a causa dell'impossibilità tecnica di concentrare il peso del corpo della dea su un solo piede.
L'opera fu avvicinata alla corrente neoclassica per la sua impassibilità. Anche l'aspetto molto raffinato ricordava l'arte classica. La serenità dell'insieme e la sua sincerità segnano sempre questo ritorno all'antichità. Houdon si occupò personalmente delle fusioni, una cosa abbastanza insolita e che non sempre fu un successo. In origine era visibile la vulva di Diana, un particolare decisamente anticlassico. Nella versione del Louvre la vulva venne tappata e martellata all'entrata dell'opera nelle collezioni del museo, nel 1829.